# ديمتري بتراتوس
ديمتري بتراتوس (باليونانية: Δημήτρης Πετράτος) (بالإنجليزية: Dimitri Petratos) (11 أكتوبر 1992 في أستراليا - ) هو لاعب كرة قدم أسترالي في مركز الهجوم لعب سابقاً في نادي الوحدة السعودي، شارك في كأس العالم 2018. وشارك مع منتخب أستراليا تحت 17 سنة لكرة القدم ومنتخب أستراليا تحت 20 سنة لكرة القدم ومنتخب أستراليا الوطني لكرة القدم تحت 23 سنة ومنتخب أستراليا لكرة القدم. أما مع النوادي، فقد لعب مع سيدني إف سي ونادي بريزبان رور ونادي سيدني أوليمبيك ونادي كلنتن وPenrith Nepean United FC ‏.

## وصلات خارجية
- ديمتري بتراتوس على موقع الاتحاد الدولي (مؤرشف)  (الإنجليزية)
- ديمتري بتراتوس على موقع دوري كوريا الجنوبية (الإنجليزية)
- ديمتري بتراتوس على موقع قاعدة بيانات كرة القدم.إي يو (الإنجليزية)
- ديمتري بتراتوس على موقع ناشيونال فوتبول تيمز (الإنجليزية)
- ديمتري بتراتوس على موقع Soccerway.com (الإنجليزية)
- ديمتري بتراتوس على موقع عالم كرة القدم.نت (الإنجليزية)